# Trung tâm Tiến hành Thủ tục Tị nạn Philippines

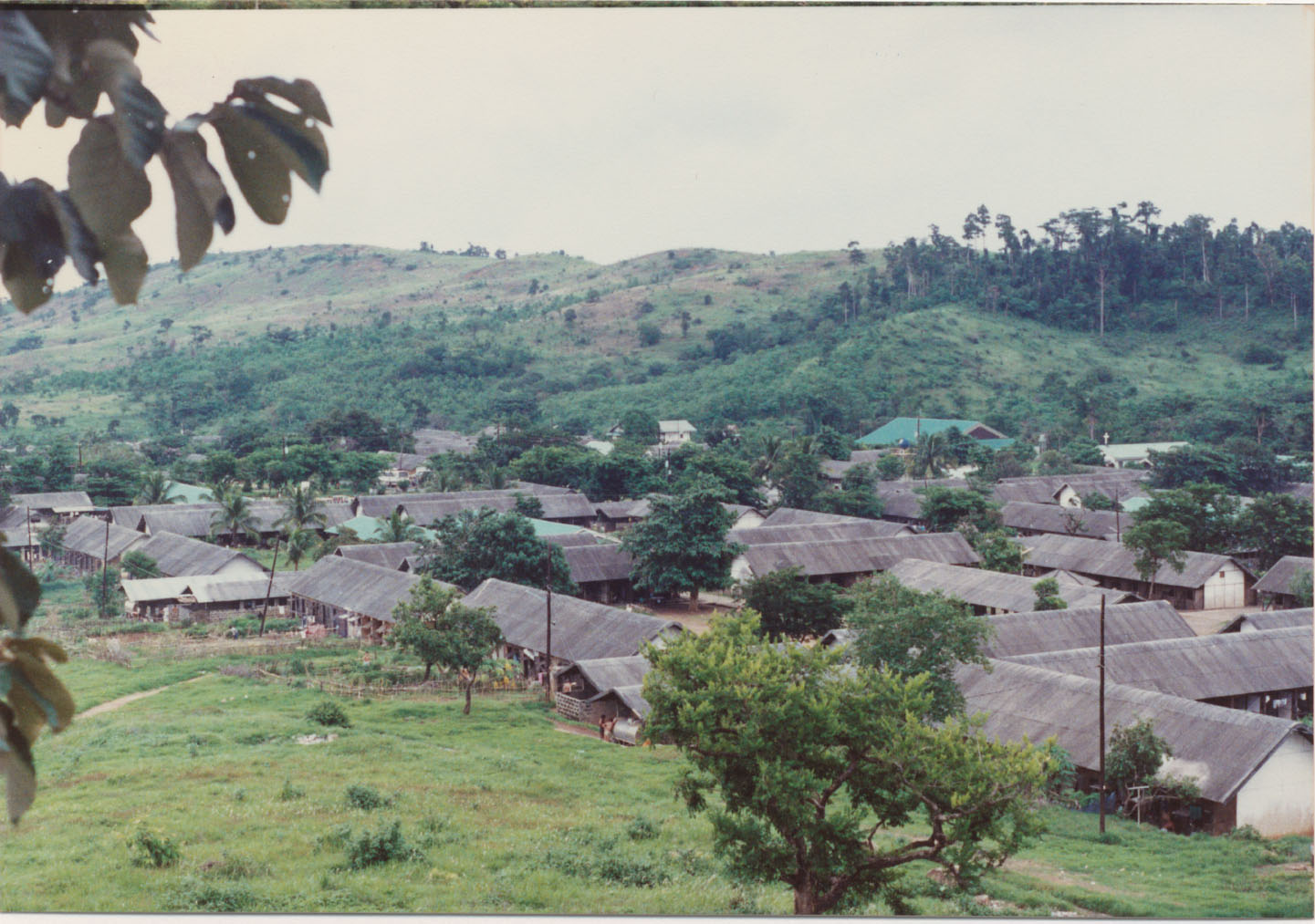
Một góc Trung tâm Tiến hành Thủ tục tỵ nạn, Morong, Bataan, Philippines

Trung tâm Tiến hành Thủ tục Tị nạn Philippines (Philippine Refugee Processing Center hay viết tắt là PRPC) là một cơ sở tiện ích rộng lớn gần Morong thuộc tỉnh Bataan ở Philippines. Đây là nơi được dùng như trạm dừng chân cuối cùng cho người tị nạn Đông Dương trên đường đi định cư thường trú tại các quốc gia khác, đa số là đến Hoa Kỳ.

## Tổng quan
Trung tâm được mở cửa năm 1980 ở phía nam Vịnh Subic và phía bắc của nhà máy điện hạt nhân Westinghouse bị bỏ hoang. Trại khá tiện nghi được lập trên một ngọn đồi, có suối ngọt có rừng xanh cách bờ biển nước trong xanh chỉ vài cây số. Trại có chiều dài khoảng trên ba cây số, ngang khoảng một cây số.
Trại được thiết lập và điều hành do ngân khoản của Hoa Kỳ mà J.V.A là cơ quan đại diện cho chính phủ Hoa Kỳ. Trại có thể chứa đến 20.000 người trong bất cứ thời điểm nào, thường thì có khoảng 10 ngàn người. Cùng với số lượng nhân viên đến từ các quốc gia thứ ba và nhân viên người Phi, trung tâm hoạt động giống như một thành phố nhỏ có trường học, bệnh viện, thư viện, quán ăn, các trung tâm thể thao, đội cứu hỏa, hệ thống xử lý cống rãnh, nhà máy phát điện, trung tâm xử lý nước, chợ, và những nơi thờ phượng cho 4 tôn giáo.
Trại được chia thành 10 khu (neighborhood). Mỗi khu có từ vài trăm cho đến vài ngàn người, tùy theo khu lớn hay nhỏ và tùy theo sắc dân. Vùng của người Lào và người Miên dân số tương đối ít, có chừng vài trăm người nhưng vùng người Việt thì rất đông từ 1 ngàn người trở lên. Về tổ chức, vùng là một đơn vị hành chánh trong trại phụ trách nhiều lãnh vực hàng ngày như: phân chia thực phẩm, phổ biến thông tin, thư tín,... Điều hành toàn vùng là một Hội đồng vùng với một vị Chủ tịch vùng được bầu lên trong một cuộc đầu phiếu trực tiếp và kín.

## Chương trình

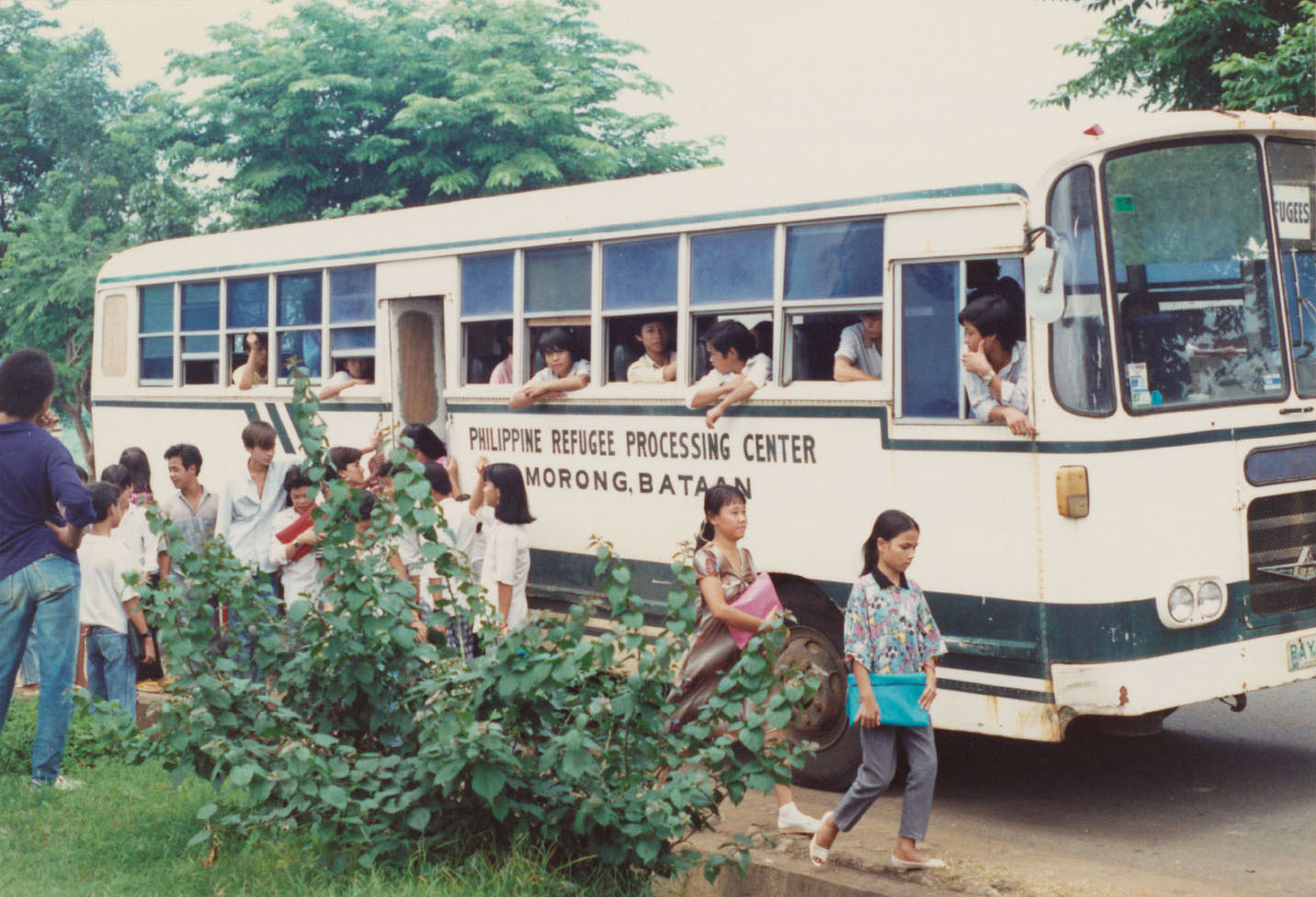
Đi học bằng xe buýt tại Trung tâm Tiến hành Thủ tục Tỵ nạn

Trại tị nạn này chuẩn bị cho người tị nạn Việt Nam, Campuchia và Lào bao gồm các nhóm dân thiểu số (thí dụ như người Hoa) từ ba quốc gia đó di dân đến một số quốc gia nhận nhập cư như Canada, Na Uy, Úc, Pháp, và chính yếu là Hoa Kỳ.
Riêng đối với diện định cư ở Hoa Kỳ thì đây là nơi trại chuyển tiếp tập trung những người tị nạn đã được các phái đoàn thuộc Sở Di Trú Hoa Kỳ nhận cho định cư tại Hoa Kỳ từ các trại tị nạn trong vùng Đông Nam Á; một phần nhỏ hơn trực tiếp đến từ Việt Nam qua chương trình ODP và chương trình con lai. Những người nhập vào trại nầy là để được học thêm tiếng Anh, được hướng dẫn về nếp sống và sinh hoạt tại Hoa Kỳ (orientation). Gần như tất cả mọi người theo diện định cư ở Hoa Kỳ sẽ được đi định cư tại Hoa Kỳ trong vòng từ 6 tháng đến hiếm lắm là một năm. Những người sau thời hạn ở trại mà không được đi định cư thường là những gia đình đi theo diện con lai vì có những phát giác mới mà giới chức Mỹ cho là khai man. Thí dụ, một người con lai khi đến trại khai với giới chức Mỹ là người ấy bị gia đình đi chung mua về để được đi định cư sang Hoa Kỳ. 
Từ năm 1980 đến năm 1994, Trung tâm Tiến hành Thủ tục Tị nạn Philippines (PRPC) là nơi tạm cư của hơn 350.000 người tị nạn Đông Dương và người di dân theo Chương trình ra đi trong vòng trật tự (ODP) và Chương trình con lai được Chính phủ Hoa Kỳ bảo trợ. Chức năng chính yếu của trại là có thể chứa số dân tị nạn đủ lâu để xét nghiệm và điều trị bệnh lao phổi nếu có, tiến hành các thủ tục cần thiết trước khi rời trại và cho họ cơ hội học tiếng Anh như ngôn ngữ thứ hai (đa số mọi người sẽ đi đến các quốc gia nói tiếng Anh). Gần như tất cả người tị nạn đều đã được nhận cho định cư tại các nước phương Tây trước khi được đưa đến trung tâm này và vì vậy tâm trạng của mọi người tị nạn thì rất là lạc quan và tích cực
Chương trình Anh ngữ như ngôn ngữ thứ hai được điều hành bởi Hội đồng Di cư Công giáo Quốc tế (International Catholic Migration Commission hay viết tắt là ICMC) và được Bộ Ngoại giao Hoa Kỳ tài trợ. ICMC cung cấp huấn luyện cho người tị nạn lớn từ 17 đến 55 tuổi. Ngoài các lớp tiếng Anh, ICMC còn cung ứng các lớp Hướng dẫn tìm việc làm và Hướng dẫn về Văn hóa. Một chương trình tiếng Anh tương tự dành cho trẻ em được Hội Cứu tế Thế giới (World Relief) cung ứng qua một chương trình giáo dục sơ cấp tổng quát được dạy trong các lớp học khắp phạm vi của trại.

## Đóng cửa
Quỹ dành cho Trung tâm Tiến hành Thủ tục Tị nạn Philippines chấm dứt vào đầu thập niên 1990 khi làn sóng người tị nạn từ từ hạ giảm đáng kể. Khu vực của trung tâm đóng cửa vĩnh viễn và bị những người hôi của phá phách và dần dần bị hư hại nặng, không thể sửa chữa vào giữa thập niên 1990. Vào giữa thập niên 1990, Chính phủ Phi nhận thấy lỗi lầm khi bỏ hoang trung tâm và đã quyết định biến nó thành Công viên Kỹ thuật Bataan. Công viên này có một mối liên hệ xa với một khu xây dựng mới được xây trên nền của cựu Căn cứ Hải quân Hoa Kỳ Vịnh Subic gần đó.

## Hình ảnh

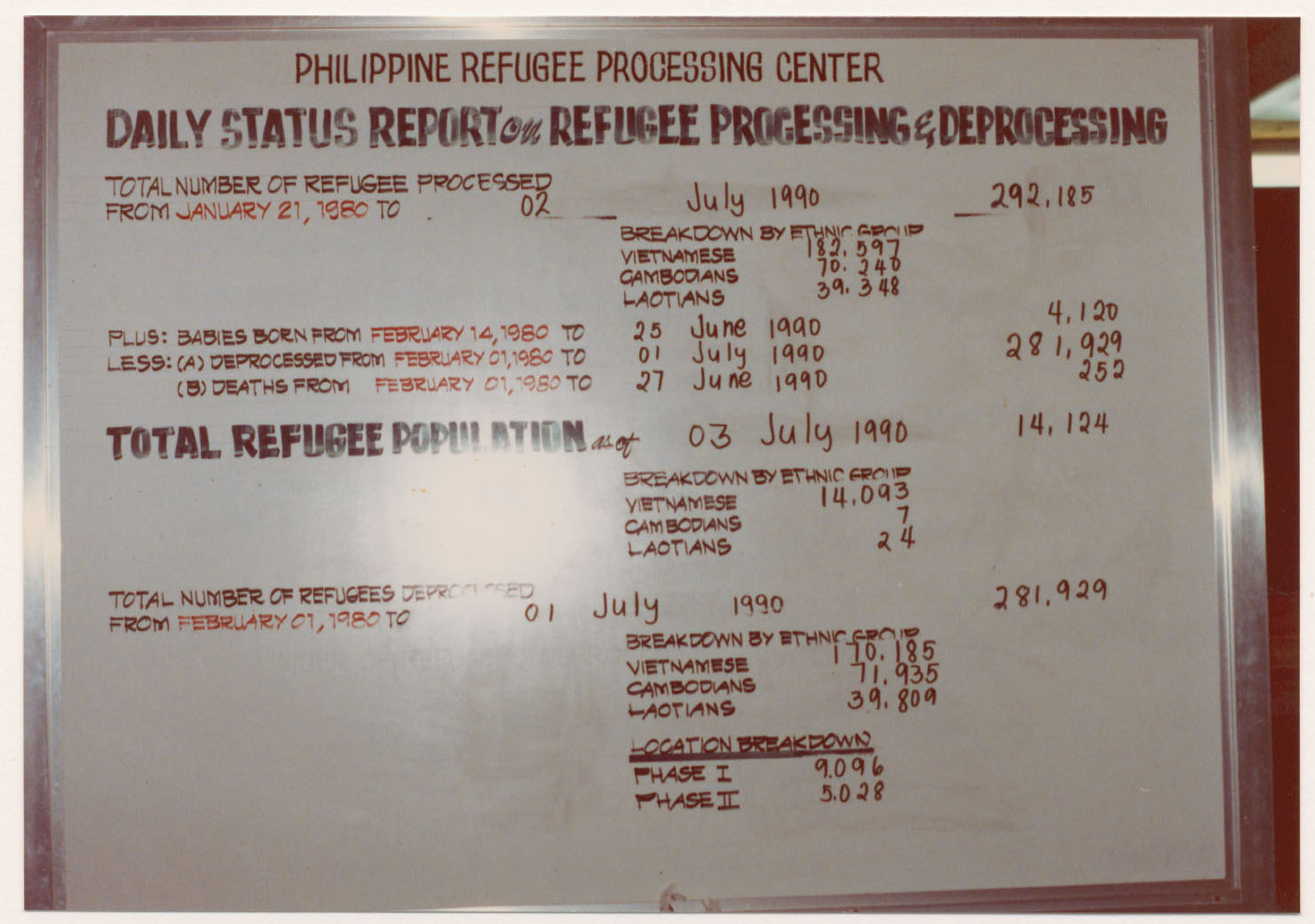
Bảng kê báo cáo tình hình dân số trong trại từ 1980 đến 1990
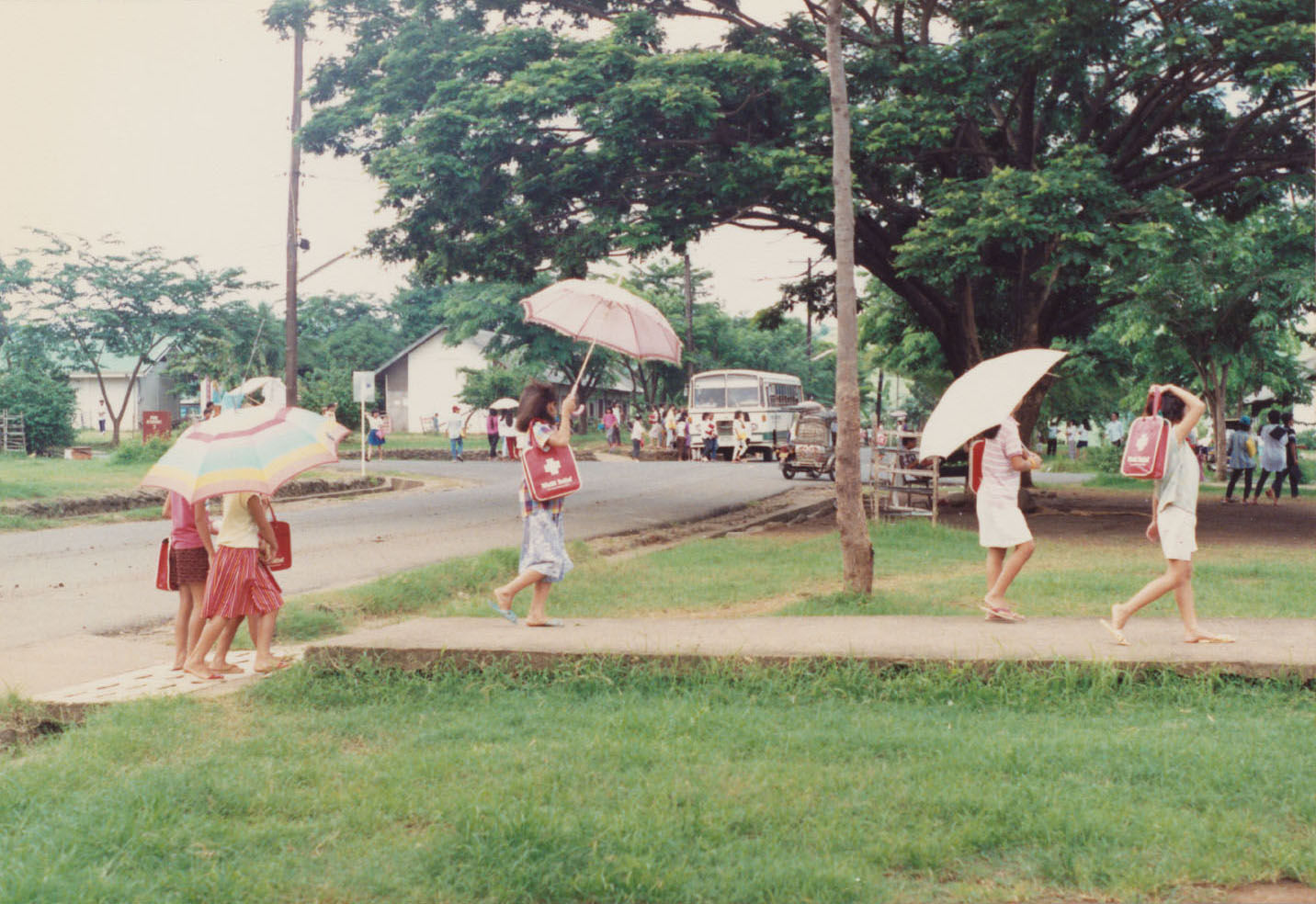
Quang cảnh một góc khu tạm cư tại trại
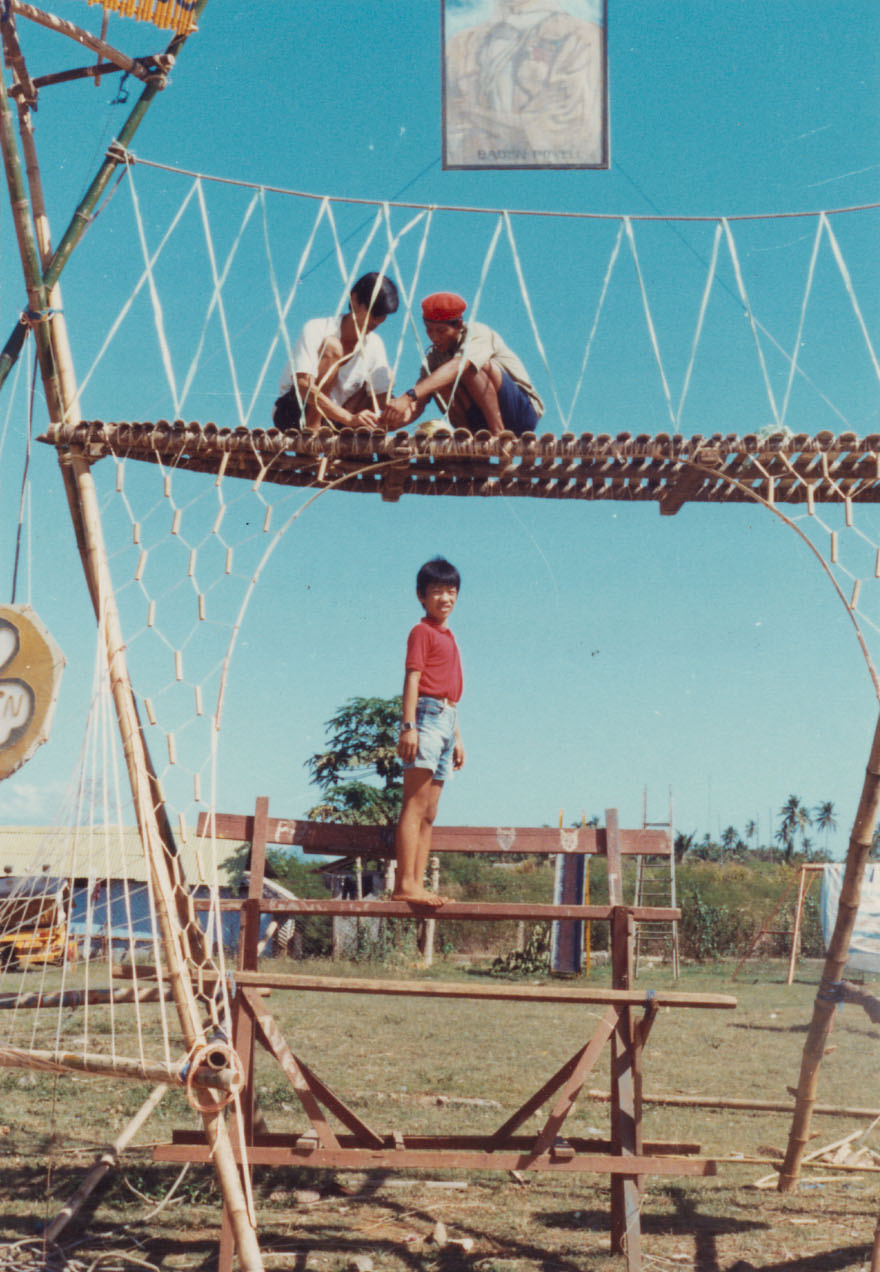
Hướng đạo sinh Việt Nam đang dựng trại chào mừng sinh nhật Baden Powell bên trong trung tâm.

## Vị trí
14°42'45.16"N và 120°17'25.92"E